# Auguste Rodin
François-Auguste-René Rodin (čita se: fʁɑ̃ˈswa oˈgyst ʁəˈne ʁɔˈdɛ̃, fransoa ogist rene roden) (Pariz, 12. studenog 1840. – okolica Pariza, 17. studenog 1917.), francuski kipar.
Nakon veličanstvenog Michelangelova renesansnog genija likovna je umjetnost stoljećima čekala njegova nasljednika, sve do 12. studenoga 1840. kada je u Parizu rođen Auguste Rodin. Bio je jedan od vjerojatno najosporavanijih kipara svojega doba, ali i jedini koji je mogao podnijeti laskavu i gotovo nepodnošljivo tešku usporedbu. Rodin je poznat kao jedan od najvećih umjetnika svog vremena. Poznat je po klasičnim skulpturama kao što su Mislilac i Poljubac. Poznat je i po ljubavnoj vezi s kiparicom Camille Claudel.

## Rodinovo djelo
Rodinova umjetnost gotovo da i nema početka. U svojem je geniju anticipirao stoljeća razvoja trodimenzionalne umjetnosti i svoje vrijeme, pojavu impresionista s kojima gotovo istodobno stupa na svjetsku likovnu pozornicu. 
»Studirao sam antiku, srednji vijek i prirodu. Nastojao sam dati odraz prirode. Interpretiram je kako je vidim, prema svom temperamentu, svom senzibilitetu, prema osjećajima koja u meni izaziva.«
Opisujući tim riječima svoj umjetnički stav na prijelomu stoljeća, Rodin sam objašnjava odbijanje na prijamnom ispitu na École des Beaux-Arts, trostruko odbijanje na žiriju Salona, potpunu negaciju i napade do, s druge strane, opsesivnoga zanosa obožavatelja i onih što su zastupali dokidanje utvrđenih kiparskih pravila. Oprečna su mišljenja izazivale nemirne konture njegovih skulptura, potraga za onim psihičkim, jedinstvenim elementom ljudskoga što ga je obilježio kao inovatora u vremenu maksimalne virtuoznosti obrade materijala i kiparskoga iluzionizma. 
Rodinovim atelijerom šeta nekoliko modela istodobno, sve dok ga kakva gesta ili pokret ne nadahnu na modeliranje. Crta brojne skice ugljenom i perom. Kao korelat Ghibertijevim Rajskim vratima krstionice u Firenci zamislio je ulazna vrata pariškoga Muzeja dekorativne umjetnosti, djelo na kojem je nadahnut Danteom radio duže od tri i pol desetljeća. To je djelo bilo nadahnuće i za niz pojedinačnih skulptura: aktova ili skupina aktova.
Rodin je izvršio revoluciju u skulpturi korištenjem slobode forme koja je do tada bila nepoznata. Izrađivao je realistične skulpture, poput Mislioca, ali i predstavljao senzualnost koja je šokirala suvremenike. Glavni primjer toga je Poljubac. Trudio se da njegove skulpture izražavaju emociju svim dijelovima tijela. 
Evo što je on sam rekao za Mislioca: 
»Ono zašto on misli, nije samo u njegovom mozgu, zgrčenom čelu, raširenim nozdrvama i stisnutim usnama, već i u svakom mišiću njegovih ruku, leđa i nogu, u stisnutoj šaci i zgrčenim nožnim prstima.«
Poljubac, Mislilac i Tajna antologijska su Rodinova djela koja, u potpunosti suprotstavljenja dotadašnjim kanonima, utiru put naraštajima kipara. Cijeli je njegov opus određen mitološkim i biblijskim prikazima, dok portreti prate Rodinov umjetnički razvoj od početka do smrti. Balzac, Hugo i George Bernard Shaw tek su neki od mnogobrojnih Rodinovih modela
Rodin je bio i naturalist. Više ga je zanimala emocija i karakter nego monumentalnost. Odbacivao je idealizam i apstrakciju tradicija antičke skulpture, kao i dekorativnost baroknih uzora. Iako se smatra tvorcem moderne skulpture, on nije bio revolucionarni protivnik tradicije. Obrazovao se na pariškoj Školi lijepih umjetnosti i godila su mu priznanja akademske javnosti.
Neke svoje narudžbe pretvorio je u snažne umjetničke kreacije. Grad Calais je naručio skulpturu Građani Calaisa koja je trebala opisati događaj iz srednjovjekovne prošlosti grada. Rodin je ovaj zadatak riješio skupinom skulptura koje su postavljene na trgu, a ne na pijedestalu. Građani Calaisa, izražajna skupina ljudi koja je prigodom postavljenja u Calaisu bila osporavana i negirana, jedna je od nezaobilaznih Rodinovih skulptura. Ona otjelovljuje i njegov život i njegova kiparska polazišta u kojima nastoji eliminirati reprezentativnost, a svjetlost uključiti u djelo kao izvor životne energije. Sam je to najbolje obrazložio riječima: 
»Skulptura je umjetnost ispupčenja i udubljenja, umjetnost oblika u igri svjetlosti i sjene.«
Spomenik književniku Honoréu de Balzacu je modelirao tako da je spomenik teškim ogrtačem sakrivao tijelo modela, a modeliranjem lica odražavao pogled u daljinu i trenutak umjetničkog razmišljanja. Oba rješenja su naišla na neodobravanje naručilaca, naviknutih na tradicionalne forme skulpture.
U kasnijoj fazi stvaralaštva, Rodin je stvorio nekoliko „nepotpunih“ skulptura (fragmenata), kao što su Čovjek koji korača i Iris – glasnik Bogova. Ovim skulpturama nedostaje glava ili neki drugi dijelovi tijela. U ovim primjerima, umjetnik ne teži postizanju fizičke sličnosti, već prati vlastitu umjetničku ideju. Fragmenti su bili inspiracija za apstraktne kipare.

## Kronološka galerija djela
- Mlada djevojka s ružama u kosi (1868.)
- Brončano doba (1877.)
- Hodač (1878.)
- Vrata pakla (1880.-1917.)
- Poljubac (1882.)
- Građani Calaisa (1884.-89.)
- Danaja
- Honoré de Balzac (1891.-98.)
- Victor Hugo (1896.-1909.)
- Mislilac (1902.)

## Vanjske poveznice
- Musée Rodin, Pariz
- Rodin Museum, Philadelphia
- Musée Rodin  Arhivirana inačica izvorne stranice od 17. svibnja 2014. (Wayback Machine)
- Rodin-Web.org: Akademska stranica o Rodinu
- Biografski izvori o Augusteu Rodinu  Arhivirana inačica izvorne stranice od 27. rujna 2007. (Wayback Machine)